# 역형성 대세포 림프종
역형성 대세포 림프종(anaplastic large-cell lymphoma, ALCL)은 비정상 T세포가 제대로 통제되지 않은 채 증식하는 비호지킨 림프종의 한 종류이다. 단일 종류라고 봤을 때, ALCL은 가장 흔한 말초 림프종이며 소아의 모든 말초 림프종 중 10% 정도를 차지한다. ALCL의 발생률은 미국에서 10만 명당 0.25명으로 추정된다. 특정 조직병리학 소견과 종양표지자 단백질을 통해 역형성 대세포 림프종을 네 가지 서로 다른 유형으로 나눌 수 있다. 이 각각의 유형은 임상 양상, 유전자 이상, 예후, 치료 등의 면에서 아주 다른 모습을 보인다.
ALCL에 특징적인 다형태의 세포가 현미경을 통한 조직병리학 검사를 통해 조직에서 검출되었을 때 ALCL을 진단할 수 있다. 이 진단 기준이 되는 세포는 세포핵의 모양이 콩팥 내지는 말발굽 모양으로 비정상적이며, 골지체가 두드러져 보이고, 세포막에서 CD30 종양표지자 단백질을 발현한다. 2016년, 세계보건기구(WHO)는 ALCL을 네 종류로 분류하였다. 이들은 각각 ALK 양성 ALCL(ALK+ ALCL), ALK 음성 ALCL(ALK- ALCL), 원발성 피부 ALCL(primary cutaneous ALCL, pcALCL), 유방보형물 관련 ALCL(breast implant-associated ALCL, BIA-ALCL)이다. WHO는 BIA-ALCL을 잠정적으로 ALCL의 일종으로 분류하였으나, 이후 연구에서 변화가 필요하다는 근거가 나올 시 재분류될 수 있다고 명시하였다.
ALK 양성 ALCL과 ALK 음성 ALCL은 공격적인 형태의 전신 림프종이다. 이들은 ALK 유전자에 발생한 체세포재조합으로 인해 만들어진 비정상 ALK 단백질 발현 여부에 구분된다. ALK는 역형성 림프종 인산화효소(anaplastic lymphoma kinase)로, 2번 염색체에 위치한 ALK 유전자의 생산 산물이다. ALK 양성 ALCL에서, ALK 유전자의 일부는 동일 염색체의 다른 부위, 혹은 다른 염색체로 전위되어 키메라 유전자를 형성한다. 키메라 유전자는 ALK의 활성을 암호화하는 ALK 유전자의 기능을 일부 수행한다. 이 키메라 유전자가 과도한 ALK 활성을 보이는 융합 단백질을 과생산할 수 있다. ALK는 PI3K/AKT/mTOR 경로, Ras-활성화 ERKs, 야누스 인산화효소-활성화 STAT 단백질, 그 외 기타 세포 신호 경로를 활성화시키며, 후성유전학적 기전을 통해 여러 유전자의 발현을 활성화하기도 한다. 이러한 신호 경로와 유전자가 활성화되면서 세포 성장, 증식, 생존, 기타 악성 전환을 촉진하는 다른 작용을 자극할 수 있다. 반면 ALK 음성 ALCL은 ALK 전위를 포함하지 않으나 여러 가지 다른 유전자 전위, 재배열, 돌연변이가 발생에 관여할 수 있다.
pcALCL과 BIA-ALCL은 하나 또는 소수의 부위에 국한되는 경향을 보이는 훨씬 덜 공격적인 림프종이다. pcALCL은 피부의 구진이나 종양으로 나타나며 보통 피하조직으로 침습하거나 다른 부위로 전파되는 일 없이 진피에 국한된다. 단일 부위에서 나타나는 경우가 많으며 여러 부위에 나타나는 경우는 더 적다. pcALCL의 악성 세포는 아주 드물게 ALK 양성 ALCL과 유사한 ALK 유전자의 전위를 포함하고 있을 수 있다. BIA-ALCL는 유방보형물에 의해 유발되며 그 주변에서 발생한다. 일반적으로 보형물 수술 후 몇 년이 지난 뒤 발생하며, 변형, 질감 변화, 보형물이 들어간 유방 주변 영역의 통증 등이 나타날 수 있다. 대다수 경우에서 BIA-ALCL은 발생한 유방 부위에 국한되어 나타난다. BPI-ALCL은 간혹 하나 혹은 두 유전자의 돌연변이와 연관되어 있기도 하나, 유전자 전위나 재배열의 생산 산물과 연관되어 있다는 보고는 현재 존재하지 않는다.